# Luftangriff auf Eibar
Der Luftangriff auf Eibar am 25. April 1937 durch Kampfflugzeuge der italienischen Aviazione Legionaria war eine militärische Operationen gegen die baskische Stadt Eibar während des spanischen Bürgerkrieges. Eibar gehörte zu dieser Zeit der Spanischen Republik an, die gegen die nationalistischen Rebellen General Francos sowie dessen Unterstützer, das faschistische Italien und das nationalsozialistische Deutschland kämpfte. Die italienische Luftwaffe warf ihr Bombenmaterial aus einer Höhe von 600 bis 800 Metern ab, wobei etwa 60 % der Stadt zerstört und rund 200 Zivilisten getötet wurden. Am folgenden Tag wurde die Stadt von franquistischen Truppen eingenommen.